# Covington (Indiana)
Covington è una città degli Stati Uniti d'America, situata nello Stato dell'Indiana e in particolare nella Contea di Fountain, della quale è anche il capoluogo.